# هورنی ییرتین
هورنی ییرتین (به چکی: Horní Jiřetín) یک منطقهٔ مسکونی در جمهوری چک است که در ناحیه موست واقع شده‌است.
 هورنی ییرتین  ۱٬۹۱۷ نفر جمعیت دارد.

## خواهرخوانده
شهر باتنبرگ، هسن خواهرخواندهٔ هورنی ییرتین هست.